# Voulez vous danser/Acapulco
Voulez vous danser/Acapulco è un singolo del gruppo musicale italiano Ricchi e Poveri del 1983. Entrambe le canzoni sono tratte dall'album Voulez vous danser, pubblicato dalla band per l'etichetta Baby Records nel medesimo anno. Il singolo esce sia in Italia che in Spagna, con la sola differenza che il lato B nell'edizione spagnola contiene Cosa sei.
Viene distribuito anche in Francia, Germania, Svizzera, Austria, Belgio e Svezia.

## Voulez vous danser
Voulez vous danser, incisa sul lato A, è una delle hit più conosciute del gruppo. 
La canzone, orecchiabile e dal titolo internazionale, è stata pensata inizialmente come un ballo rivolto soprattutto ai più piccoli. Successivamente diventa un grande successo dell'estate '83 anche nelle discoteche e riesce a raggiungere posizioni in vetta alle classifiche. Infatti, conquista il premio per la canzone italiana più venduta in Europa nel 1984, ottenendo ottimi riscontri soprattutto in Spagna e in Francia. Si noti peraltro che la grafia corretta in francese sarebbe "dancer" e non "danser". In Spagna viene tradotta ed interpretata in spagnolo col titolo ¿Quieres bailar?.
Il brano viene compreso nella compilation Bimbomix 1984, edita Baby Records. Successivamente è stato ripreso dai Ricchi e Poveri con nuovi arrangiamenti nell'album I più grandi successi del 1994 e in Perdutamente amore del 2012.
È noto anche per essere diventato il jingle musicale dello spot del Paté Rio Mare (la frase "Voulez vous danser?" diventa "Voulez vous paté avec moi?"), oltre che la sigla di coda delle prime due edizioni del gioco televisivo Ok, il prezzo è giusto!.

## Acapulco
Acapulco, inciso sul lato B, è un altro brano spensierato e "riempipista". Racconta di due italiani in vacanza ad Acapulco (Acapulco, sdraiati insieme sotto il sole). Nel corso del testo, poi, si descrive la loro salita a bordo in aereo per fare ritorno in Italia (...Stiamo ritornando alla realtà per tuffarci nella civiltà, tutti in fila dentro la città) con tanto di improvviso cambio di rotta per prolungare ulteriormente il soggiorno (Acapulco, sdraiarsi ancora sotto il sole mentre in Italia è già passato Natale), mandando un pensiero a chi li attende a casa (Scusa con tanto amore).
Di tale brano esiste una versione degli anni duemila cantata parte in italiano e parte in russo, che vede duettare i Ricchi e Poveri con il gruppo pop russo delle Fabrika. Inoltre, i Ricchi e Poveri lo hanno nuovamente interpretato nel 2012 ed inserito nell'album Perdutamente amore.

## Tracce
- 45 giri – Italia, Francia, Germania, Svizzera, Austria, Svezia (1983)

1. Voulez vous danser – 3'44" (Cristiano Minellono - Paolo Amerigo Cassella - Dario Farina) Edizioni musicali Televis/Abramo Allione
2. Acapulco – 3'43" (Cristiano Minellono - Michael Hofmann - Dario Farina) Edizioni musicali Televis

- 45 giri – Belgio (1983)

1. Voulez vous danser – 3'44" (Cristiano Minellono - Paolo Amerigo Cassella - Dario Farina) Edizioni musicali Televis/Abramo Allione
2. Dan Dan – 3'16" (Cristiano Minellono - Michael Hofmann - Dario Farina) Edizioni musicali Televis

- 45 giri – Spagna (in lingua spagnola, 1983)

1. Voulez vous danser (¿Quieres bailar?) – 3'44" (Cristiano Minellono - Paolo Amerigo Cassella - Dario Farina - Luis Gòmez Escolar) Edizioni musicali Televis/Abramo Allione
2. Cosa sei (Que sera) – 3'48" (Cristiano Minellono - Dario Farina - Luis Gòmez Escolar) Edizioni musicali Televis

## Crediti
- Ricchi e Poveri (Angela Brambati, Angelo Sotgiu, Franco Gatti): voci
- Gian Piero Reverberi: arrangiamenti e direzione musicale
- "Union Studios" di Monaco di Baviera; "Sound Emporium Studios" di Nashville (U.S.A.): studi di registrazione
- Universal Italia/Televis/Allione: edizioni musicali
- Baby Records: produzione
- Dario Farina: produzione esecutiva

## Classifica

### Posizione massima
| Classifica (1984) | Posizione |
| ----------------- | --------- |
| Italia            | 1         |
| Francia           | 11        |

## Dettagli pubblicazione
| Paese  | Data | Etichetta    | Formato | Nº Catalogo |
| ------ | ---- | ------------ | ------- | ----------- |
| Italia | 1983 | Baby Records | 45 giri | BR 50311    |

Pubblicazione & Copyright: 1983 - Baby Records - Milano.

Distribuzione: CGD - Messaggerie Musicali S.p.A. - Milano.